# Harold Ade
William Harold Ade (La Mesa, 22 de março de 1912 — Oak Park Township, 19 de junho de 1988) foi um ciclista olímpico norte-americano. Representou sua nação nos Jogos Olímpicos de Verão de 1932 na prova de perseguição por equipes (4.000 m), em Los Angeles.